# 丹桂第一台
丹桂第一台，原名丹桂茶园，位于上海英租界（公共租界）四马路大新街口（今福州路湖北路口），1867年由浙江定海商人刘维忠在上海开办，系上海最早的京剧剧场之一，与金桂轩、天仙和大观园并列为上海京剧茶园时代四大京剧戏院之一。后为上海青帮控制，因商务纠纷于1930年停业，最后改建为商铺。

## 历史
1867年，京剧传入上海，成为北京以外第二个京剧演出中心，同年定海商人刘维忠在上海开办丹桂茶园。创办之初，延请北京皮黄班名角演出，装潢华贵典雅，并配备舞台灯光照明，因此“沪人初见，趋之若狂”，奠定了上海京剧演出的基础，由此跻身四大京班戏园。1913年，梅兰芳在老生王凤卿偕同下在此首演。1914年，前台经理许少卿以经营不善辞职，股东尤鸿卿续任前台经理，并聘请京剧老生周信芳为后台经理，二人合作期间，丹桂第一台迎来余叔岩、龚云甫来沪首演，汪笑侬还改编、演出若干时事剧，总体而言相对成功。1924年，荀慧生、马连良同台演出，“绿杨”对“白马”传为佳话。
1926年初，青帮大佬常玉清受人鼓动，意图绕过丹桂第一台老板拿下戏院，自己做戏院生意。当时丹桂第一台同水果店老板鲍炳生租借房主何联棣房屋，正是此人向常玉清鼓吹上海戏剧市场。常玉清与上海滩几位老板合资获取第一台股权多数，向房东租借两年，又拿下上海的大新舞台，聘请尚小云、马连良以及大新舞台的周信芳演出。不久，丹桂第一台大规模亏本，常玉清一面出面否认出让，一面将舞台转租沈少安。沈少安接手后因为劳资纠纷，一时无法重开，同时华界新舞台因上海工潮经验受阻，老板夏月润为维持演员生计提出租借丹桂第一台。股东顾竹轩看到夏月润占用舞台，以为第一台业已转手、自己利益受损，夏月润又不得不登门解释。1927年2月，沈少安又将舞台出租王佐良，王佐良意图重振第一台，为此请来盖叫天，不料盖叫天与后台黄玉麟冲突，演出又是无期。同年，房东何联棣见租期已到，常玉清没有结清房租，二房东、三房东都有赚头，只有自己没有钱挣，于是在1927年6月1日派人驱逐后台借宿的演员，封闭了丹桂第一台。当时正要接盘的黄吉人听说之后，就拒绝垫付租金，常玉清听说后也说自己没有欠租，让房东找二房东沈少安处理。丹桂第一台封停之后，许多商家都垂涎这家老字号，最后常春恒等人接手，11月27日重新开台。常春恒接手不久就被暗杀，第一台股东与经营者再起纠纷，股东希望讨回预支常春恒一个月的工资，然而常家人认为常春恒是因为接手第一台才被暗杀，系因公殉职，因此拒绝还钱。继任经理徐耀祥接盘的第一台已经人心惶惶，业绩每况愈下，因此想要通过裁员、转租改善经营，员工听闻消息再度恐慌。1930年6月底，丹桂第一台改造，演员队伍解散。